# Llei i Justícia
Llei i Justícia ( pronunciació (?·pàg.) en polonès: Prawo i Sprawiedliwość, PiS) és un dels principals partits polítics de Polònia, d'ideologia catòlica, conservadora i nacionalista. La major part dels seus membres ho foren també de la AWS (Solidaritat-Aliança Democràtica de la Dreta - Akcja Wyborcza Solidarność).

## Història
El partit fou fundat en 2001 per Jarosław i Lech Kaczyński com a successor de l'Entesa Centrista quan es va separar de l'Aliança Democràtica de la Dreta. A les eleccions parlamentàries poloneses de 2001 Llei i Justícia (PiS) va obtenir un 9,5% i 44 escons al Sejm (la cambra baixa del parlament polonès, composta per 460 diputats).

### Primer govern de Llei i Justícia
A les les eleccions de 2005 va ser el partit més votat amb un 26,99% dels vots, 155 escons i 49 representants en el Senat (sobre un total de 100), formant un govern de coalició amb Autodefensa de la República de Polònia (Autodefensa) i la Lliga de les Famílies Poloneses (La Lliga). El partit PiS estava dirigit pels bessons Jarosław i Lech Kaczyński, qui van ostentar durant la legislatura 2005-2007, de manera simultània, els càrrecs de Primer ministre i de President de la República, respectivament. El 2007, després el govern es va veure forçat a convocar eleccions anticipades en perdre el suport d'Autodefensa quan el Primer ministre Jarosław Kaczyński va destituir el viceprimer ministre i titular d'Agricultura Andrzej Lepper per presumptes afers de corrupció, resultant en la legislatura més curta de la història democràtica de Polònia.

### Pas a l'oposició
A les eleccions anticipades de 2007 el PiS va perdre davant del partit Plataforma Cívica de Donald Tusk i la Lliga i Autodefensa, socis del govern del PiS van perdre la representació parlamentària.

### Segon govern de Llei i Justícia
Per tal de guanyar-se els votants moderats, en lloc de presentar-se com a candidat del PiS a president o primer ministre, Jarosław Kaczyński va presentar membres més moderats del PiS a les eleccions presidencials i parlamentàries del 2015. Andrzej Duda es va presentar com a candidat presidencial del PiS, mentre que Beata Szydło va ser la seva candidata a primera ministra.
Andrzej Duda va guanyar les eleccions presidencials de Polònia de 2015 i cinc mesos més tard, a les eleccions parlamentàries poloneses de 2015, Llei i Justícia va poder formar un govern amb majoria absoluta, després d'aconseguir 235 escons davant dels 138 aconseguits pel seu principal competidor, Plataforma Cívica, la primera vegada en l'època postcomunista que un partit aconseguia la majoria absoluta a les eleccions parlamentàries. Beata Szydło es va convertir en primera ministra el 16 de novembre de 2015 al capdavant d'un gabinet que també incloïa Polònia Solidària i Polònia Unida, que es presentava en llistes conjuntes amb Llei i Justícia.
El desembre de 2017, Szydło es va veure obligada a dimitir com a primera ministra després que Jarosław Kaczyński, el president de Dret i Justícia, li retirés la confiança per continuar com a candidat principal a les eleccions del partit al Sejm. La seva dimissió va ser acceptada pel president Andrzej Duda, que al mateix temps va designar el seu adjunt, Mateusz Morawiecki, com a nou primer ministre, i va renovar el govern amb les eleccions parlamentàries poloneses de 2019.
Llei i Justícia va ser el partit més votat a les eleccions parlamentàries poloneses de 2023, però els tres principals partits de l'oposició van obtenir la majoria d'escons al Sejm. Mateusz Morawiecki es va convertir en Primer Ministre de Polònia però l'11 de desembre de 2023 va perdre una moció de confiança.

### Pas a l'oposició
D'acord a l'establert a la Constitució de Polònia, un grup d'almenys 46 diputats podia presentar un altre candidat a primer ministre, que fou Donald Tusk de Plataforma Cívica, qui es va convertir en nou Primer Ministre.
El partit va tenir problemes financers en 2023 quan la comptabilitat que va enviar a la Comissió Electoral Nacional (PKW), un organisme de control electoral que signa els comptes dels partits polítics fou rebutjada en dues decisions emeses a l'agost i al novembre i el ministre de finances Andrzej Domański va posposar atorgar el finançament, i finalment en desembre, després d'una apel·lació al Tribunal Suprem, la Comissió Electoral Nacional va revertir el seu dictamen.

### Cohabitació de Nawrocki i Tusk
Karol Nawrocki, de Llei i Justícia es va imposar a les eleccions presidencials de Polònia de 2025 per la mínima amb el 50,89 % dels suports mentre Rafał Trzaskowski va aconseguir el 49,11%, obrint un nou període de cohabitació.

## El programa
Algunes de les propostes més importants de Llei i Justícia són augmentar les penes pels delictes més greus (vol restablir la pena capital) o la lluita contra la corrupció. El partit dona suport a la integració en la Unió Europea, encara el seu discurs és moderadament euroescèptic. Té una retòrica ultranacionalista, defensa una política anti-immigrants, i s'oposa al feminisme i a l'avortament. També rebutja la igualtat de drets dels homosexuals, l'eutanàsia, i la legalització de les drogues.

## Resultats electorals

### Sejm
| Eleccions al Sejm | Eleccions al Sejm                                                          | Eleccions al Sejm | Eleccions al Sejm | Eleccions al Sejm | Eleccions al Sejm | Eleccions al Sejm |
| Any               | Lider                                                                      | Vots              | %                 | Escons            | +/–               | Govern            |
| ----------------- | -------------------------------------------------------------------------- | ----------------- | ----------------- | ----------------- | ----------------- | ----------------- |
| 2001              | Lech Kaczyński                                                             | 1,236,787         | 9.5 (#4)          | 44 / 460          |                   | Oposició          |
| 2001              | Lech Kaczyński                                                             | 1,236,787         | 9.5 (#4)          | 44 / 460          | Oposició          |                   |
| 2005              | Jarosław Kaczyński                                                         | 3,185,714         | 27.0 (#1)         | 155 / 460         | 111               | Coalició          |
| 2007              | Jarosław Kaczyński                                                         | 5,183,477         | 32.1 (#2)         | 166 / 460         | 11                | Oposició          |
| 2011              | Jarosław Kaczyński                                                         | 4,295,016         | 29.9 (#2)         | 157 / 460         | 9                 | Oposició          |
| 2015              | Jarosław Kaczyński                                                         | 5,711,687         | 37.6 (#1)         | 193 / 460         | 36                | Govern            |
| 2015              | Com a part de la coalició Dreta Unida, que va guanyar 235 escons en total. |                   |                   |                   |                   |                   |
| 2019              | Jarosław Kaczyński                                                         | 8,051,935         | 43.6 (#1)         | 187 / 460         | 6                 | Govern            |
| 2019              | Com a part de la coalició Dreta Unida, que va guanyar 235 escons en total. |                   |                   |                   |                   |                   |
| 2023              | Jarosław Kaczyński                                                         | 7,640,854         | 35.4 (#1)         | 161 / 460         | 26                | Oposició          |
| 2023              | Com a part de la coalició Dreta Unida, que va guanyar 194 escons en total. |                   |                   |                   |                   |                   |

### Senat
| Any                                                             | Escons   | +/– |
| --------------------------------------------------------------- | -------- | --- |
| 2001                                                            | 0 / 100  | Nou |
| Com a part de la coalició Senat 2001, que va guanyar 15 escons  |          |     |
| 2005                                                            | 49 / 100 | 49  |
| 2007                                                            | 39 / 100 | 10  |
| 2011                                                            | 31 / 100 | 8   |
| 2015                                                            | 61 / 100 | 30  |
| 2019                                                            | 38 / 100 | 13  |
| Com a part de la coalició Dreta Unida, que va guanyar 48 escons |          |     |
| 2023                                                            | 29 / 100 | 14  |
| Com a part de la coalició Dreta Unida, que va guanyar 34 escons |          |     |

### Parlament Europeu
| Any  | Líder              | Vots      | %          | Escons  | +/– | Grup |
| ---- | ------------------ | --------- | ---------- | ------- | --- | ---- |
| 2004 | Jarosław Kaczyński | 771,858   | 12.7 (#3)  | 7 / 54  |     | UEN  |
| 2009 | Jarosław Kaczyński | 2,017,607 | 27.4 (#2)  | 15 / 50 | 8   | ECR  |
| 2014 | Jarosław Kaczyński | 2,246,870 | 31.8 (#2)  | 15 / 51 | =   | ECR  |
| 2019 | Jarosław Kaczyński | 6,192,780 | 45.38 (#1) | 21 / 51 | 6   | ECR  |
| 2024 | Jarosław Kaczyński | 4.253.169 | 36,16 (#2) | 18 / 53 | 3   | ECR  |

### Assemblees regionals
| Any  | %                                  | Escons    | +/– |
| ---- | ---------------------------------- | --------- | --- |
| 2002 | 12.1 (#4)                          | 79 / 561  | Nou |
| 2002 | En coalició amb Plataforma Cívica. |           |     |
| 2006 | 25.1 (#2)                          | 170 / 561 | 91  |
| 2010 | 23.1 (#2)                          | 141 / 561 | 29  |
| 2014 | 26.9 (#1)                          | 171 / 555 | 30  |
| 2018 | 34.1 (#1)                          | 254 / 552 | 83  |
| 2024 | 34.3 (#1)                          | 239 / 552 | 15  |

### Consells comarcals
| Any  | %                                  | Escons        | +/–  |
| ---- | ---------------------------------- | ------------- | ---- |
| 2002 | 12.1 (#4)                          | 48 / 6.294    | Nou  |
| 2002 | En coalició amb Plataforma Cívica. |               |      |
| 2006 | 19.8 (#1)                          | 1.242 / 6.284 | 1194 |
| 2010 | 17.3 (#2)                          | 1.085 / 6.290 | 157  |
| 2014 | 23.5 (#1)                          | 1.514 / 6.276 | 429  |
| 2018 | 30.5 (#1)                          | 2.114 / 6.244 | 600  |
| 2024 | 30.0 (#1)                          | 2.080 / 6.170 | 34   |